# Henri-Camille Danger
Pour les articles homonymes, voir Danger (homonymie).
Henri-Camille Danger (Paris, 31 janvier 1857- Fondettes, 25 septembre 1939,,) est un peintre académique français.

## Biographie
Élève de Jean-Léon Gérôme et d'Aimé Millet, il expose au Salon des artistes français dès 1886 et obtient le prix de Rome en 1887, une médaille de 2e classe au Salon en 1893 et une médaille d'argent à l'Exposition universelle de 1900, année où il est placé en hors-concours. En 1929, il présente au Salon les toiles Jardin de Touraine et Danse aux étoiles. Chevalier de la Légion d'honneur, on lui doit aussi plusieurs cartons de tapisseries pour les Gobelins. 
Il eut pour élève Pierre-Laurent Baeschlin.

## Liste d'œuvres
| Tableau | Titre | Date        | Dimensions                       | Notes                                             | Lieu de conservation                                    |
| ------- | --- | ----------- | -------------------------------- | ------------------------------------------------- | ------------------------------------------------------- |
|         | Jésus chez Marthe et Marie                                                                                     | 1881        | 41,5 x 33,5                      | Signée et datée en bas à gauche Henri Danger 1881 | Collection particulière                                 |
|         | Figure peinte                                                                                                  | 1879        | 81 x 65 cm                       |                                                   | Paris, École nationale supérieure des Beaux-Arts        |
|         | Figure peinte                                                                                                  | 1881        | 81 x 65 cm                       |                                                   | Paris, École nationale supérieure des Beaux-Arts        |
|         | Personnification de l'Architecture                                                                             | 1881        |                                  |                                                   | Paris, École nationale supérieure des Beaux-Arts        |
|         | Mattathias refuse de sacrifier aux idoles                                                                      | 1882        | huile sur toile 115 x 145 cm     | Notice Joconde                                    | Soissons, musée municipal                               |
|         | Le repos des moissonneurs                                                                                      | 1883        |                                  |                                                   | Paris, École nationale supérieure des Beaux-Arts        |
|         | Figure peinte                                                                                                  | 1885        | 81 x 65 cm                       |                                                   | Paris, École nationale supérieure des Beaux-Arts        |
|         | Femme à la mare                                                                                                | 1886        | 41 x 33 cm                       |                                                   | Collection particulière                                 |
|         | Claude proclamé empereur après l'assassinat de Caligula                                                        | 1886        | 149 x 118 cm                     | Vente Ivoire 2018                                 | Collection particulière                                 |
|         | Thémistocle buvant le poison                                                                                   | 1887        | huile sur toile 145 x 113 cm     | Notice Joconde                                    | Paris, Beaux-Arts de Paris                              |
|         | Aimez-vous les uns les autres ou La Transgression du commandement Etude                                        | 1888        | huile sur toile 67 × 49 cm       | Vente 2018                                        | Collection privée                                       |
|         | Actéon | 1889        | 150 x 225 cm                     |                                                   |                                                         |
|         | L'Annonciation (copie d'après Léonard de Vinci)                                                                | 1891        | 130 x 223 cm                     |                                                   | Paris, École nationale supérieure des Beaux-Arts        |
|         | Aimez-vous les uns les autres ou La Transgression du commandement Etude                                        | 1892        | huile sur toile 157 × 217 cm     | Vente 2016                                        | Collection privée                                       |
|         | L'Aurore boréale                                                                                               | vers 1892   | 58 x 38 cm                       |                                                   | Collection particulière                                 |
|         | L'Aurore boréale Esquisse pour le plafond du Salon d'entrée Nord de l'Hôtel de Ville de Paris (jamais réalisé) | 1892        | 160,8 x 100 cm                   | Parismusées                                       | Paris, Petit Palais                                     |
|         | Femme nue au bord d'une rivière                                                                                | 1894        | huile sur bois 76 x 77,5 cm      | Vente 2011                                        | Collection particulière                                 |
|         | Les lucioles                                                                                                   | 1896        | Huile sur toile 82,6 x 112,4 cm  | Artnet                                            | Collection particulière                                 |
|         | Femme à l'arc                                                                                                  | 1896        | 85 x 84 cm                       |                                                   | Collection particulière                                 |
|         | Fléau ! | 1901        | huile sur toile 180,5 x 144,5 cm | Musée                                             | Paris, musée d'Orsay                                    |
|         | Hommage à Watteau                                                                                              | vers 1914   |                                  |                                                   | Paris, Manufacture nationale de tapisserie des Gobelins |
|         | Hommage à Chardin                                                                                              | vers 1914 ? |                                  |                                                   | Paris, Manufacture nationale de tapisserie des Gobelins |
|         | Les Meules | 1915        | Huile sur toile 46 x 64,5 cm     | Vente Drouot 2013                                 | Collection particulière                                 |
|         | Aphrodite et Éros                                                                                              | 1917        | Huile sur bois 202,5 x 203,8 cm  | Vente 2004 Artnet                                 | Collection particulière                                 |
|         | Ulysse et Nausicaa                                                                                             | avant 1921  |                                  | Navigart                                          | Nantes, musée des Beaux-Arts                            |
|         | Prairies à Gisors                                                                                              | vers 1923   | 12 x 21,7 cm                     |                                                   | Paris, Sénat, Palais du Luxembourg                      |

### Dates non documentées
| Tableau | Titre                                                    | Date | Dimensions                                       | Notes                | Lieu de conservation    |
| ------- | -------------------------------------------------------- | ---- | ------------------------------------------------ | -------------------- | ----------------------- |
|         | Pêcheur au bord de la rivière                            |      | 113,8 x 82,6 cm                                  |                      | Collection particulière |
|         | Scène allégorique                                        |      | huile sur toile marouflée sur panneau 12 x 53 cm | Vente 2015 Arnet     | Collection particulière |
|         | Scène romanesque                                         |      | 44 x 30 cm                                       |                      | Collection particulière |
|         | Paysage champêtre                                        |      | 12 x 18 cm                                       |                      | Collection particulière |
|         | Les Muses                                                |      | huile sur toile 65 x 81 cm                       | Vente 1996 Artnet    | Collection particulière |
|         | La Toilette de Psyché                                    |      | huile sur toile 31 x 77,5 cm                     | Vente 2004 Artnet    | Collection particulière |
|         | Portrait de jeune femme                                  |      | huile sur toile 48 x 42 cm                       | Vente 2014 Arnet     | Collection particulière |
|         | Nymphe des eaux                                          |      | huile sur toile 18 x 12 cm                       | Vente 2011 Artnet    | Collection particulière |
|         | Homme contemplant des ruines dans un paysage de montagne |      | huile sur toile 120 x 89 cm                      | Vente 2011 Le Floc'h | Collection particulière |
|         | Vénus, Mars et l'Amour                                   |      | 67 x 77 cm                                       |                      | Collection particulière |
|         | Intérieur d'atelier, la séance de pose                   |      | 100 × 81 cm                                      | Vente 2005           | Collection particulière |
|         | Cupidon endormi                                          |      | Pastel sur papier 61 × 87 cm                     | Vente 2018           | Collection particulière |